# Oliarus convergens
Oliarus convergens är en insektsart som beskrevs av Melichar 1902. Oliarus convergens ingår i släktet Oliarus och familjen kilstritar. Inga underarter finns listade i Catalogue of Life.